# Neberdzháyevskaya
Neberdzháyevskaya (del ruso: Неберджаевская) es una stanitsa del raión de Krymsk del krai de Krasnodar, en Rusia. Está situada en las vertientes septentrionales del extremo de poniente del Cáucaso Occidental, en una zona de montañas boscosas, a orillas del río Neberdzhái, afluente del Adagum, de la cuenca del Kubán, 12 km al sur de Krymsk y 92 km al oeste de Krasnodar. Tenía 1 791 habitantes en 2010
Pertenece al municipio Nizhnebakanskoye.

## Historia
La localidad fue fundada como stanitsa cosaca en 1862. Fue parte del raión nacional griego a partir de la década de 1930 y hasta la de 1950.